# Robert Coles (golfista)
Robert Coles (nascido em 2 de setembro de 1972) é um jogador profissional inglês de golfe. Profissionalizou-se em 1994 e já ganhou três torneios do Challenge Tour, uma no BA-CA Golf Open de 2003 (Aberto da Áustria) e duas em 2009, no Moroccan Classic do Banque Populaire e no Desafio da Irlanda.